# 샤를 파브리

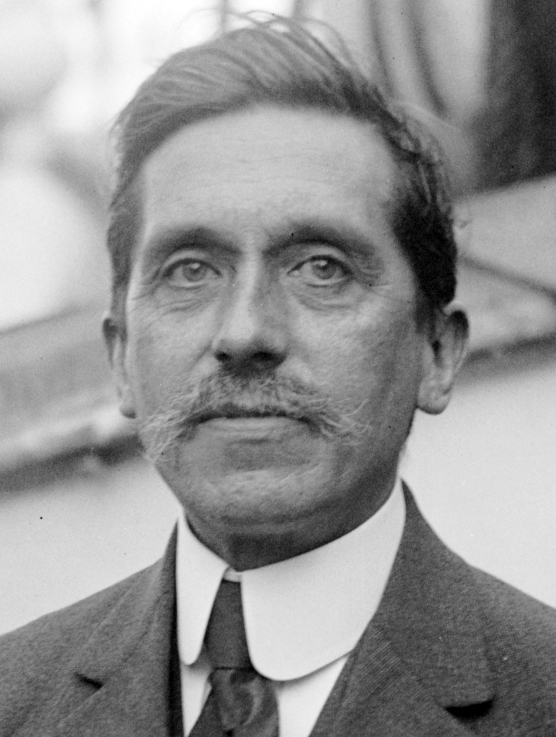
샤를 파브리

샤를 파브리(Charles Fabry, 본명: Marie Paul Auguste Charles Fabry ForMemRS, 프랑스어: [fabʁi], 1867년 6월 11일 – 1945년 12월 11일)는 광학 분야에 종사하는 프랑스 물리학자였다. 알프레드 페로와 함께 파브리-페로 간섭계를 발명했다. 또한 오존층의 공동 발견자 중 한 명이다.

## 연구
파브리는 파리의 에콜 폴리테크니크를 졸업하고 1892년 파리 대학교에서 간섭 무늬에 대한 연구로 박사 학위를 받았으며, 이를 통해 그는 광학 및 분광학 분야의 권위자가 되었다. 1904년에 마르세유 대학교의 물리학 교수로 임명되어 16년을 보냈다.

## 경력
광학에서 간섭 무늬 현상에 대한 설명을 발견했다. 동료인 알프레드 페로와 함께 1899년에 현재 파브리-페로 간섭계로 알려진 새로운 간섭계를 발명했다. 그와 앙리 뷔송(Henri Buisson)은 1913년에 오존층을 발견했다.
1921년 파브리는 소르본 대학의 일반 물리학 교수이자 새로운 광학 연구소의 초대 소장으로 임명되었다. 1926년에 그는 또한 에콜 폴리테크니크의 교수가 되었다. 쉬프옵티크의 이사가 되었다.
파브리는 1931년부터 1933년까지 프랑스 천문학회 회장을 역임했다.